# Абдулрахман Фавзі
Абдулрахман Фавзі (араб. عبد الرحمن فوزي, 11 серпня 1909, Порт-Саїд, Єгипет — 16 жовтня 1988, Каїр, Єгипет) — єгипетський футболіст, що грав на позиції нападника, зокрема, за клуб «Замалек», а також національну збірну Єгипту. По завершенні ігрової кар'єри — тренер.

## Клубна кар'єра
У футболі дебютував 1928 року виступами за команду клубу «Аль-Масрі», в якій провів шість сезонів.
1935 року перейшов до клубу «Замалек», за який відіграв 12 сезонів. Завершив професійну кар'єру футболіста виступами за команду «Замалек» у 1947 році.

## Виступи за збірну
У складі збірної був учасником  футбольного турніру на Олімпійських іграх 1928 року в Амстердамі, чемпіонату світу 1934 року в Італії, де зіграв проти збірної Угорщини (2-4), ставши автором обох голів своєї команди у цій грі і, відповідно, єдиним гравцем єгипетської збірної, що відзначився на тогорічній світовій першості.

## Кар'єра тренера
Розпочав тренерську кар'єру відразу по завершенні ігрової, ставши у 1947 році головним тренером «Замалека», де пропрацював 10 років.
1957 року очолив тренерський штаб збірної Саудівська Аравія.
Помер 16 жовтня 1988 року на 80-му році життя.